# August Düsterloh
August Düsterloh (* 11. Februar 1899 in Sprockhövel; † 16. März 1977 ebenda) war ein deutscher Politiker (NSDAP) und Mitglied des Westfälischen Provinziallandtages.

## Werdegang
Nach dem Besuch des Realgymnasiums in Hattingen mit dem Abschluss Obersekundareife war August Düsterloh von 1914 bis 1918 Kriegsfreiwilliger und ging nach dem Kriege in die Kommunalverwaltung, er war in den Stadtverwaltungen Schwelm und Wuppertal-Barmen beschäftigt. Er trat zum 27. Dezember 1926 in die NSDAP ein (Mitgliedsnummer 49.360) und war in den Jahren 1927 bis 1930 deren Ortsgruppenleiter in Barmen. 1930 wurde er Mitglied der SA, in der er den Rang eines SA-Standartenführers (entspricht dem Oberst in der Wehrmacht) erreichte. Am 4. Januar 1933 wurde er zum Amtsbürgermeister in Hattingen ernannt. Zum 4. Januar 1939 wurde er zum kommissarischen Oberbürgermeister der Stadt Wattenscheid bestellt. Während des Krieges wurde Düsterloh zeitweise mit der Verwaltung der Stadt Krywy Rog in der Ukraine beauftragt. Am 9. April 1945 wurde er aus seinen Ämtern entlassen und floh vor den einrückenden Amerikanern. Im Mai 1945 wurde er in Recklinghausen interniert und verdiente nach seiner Entlassung seinen Lebensunterhalt als Waldarbeiter und Fuhrmann. Im Entnazifizierungsverfahren erhielt er die Einstufung in Kategorie III, die im späteren Berufungsverfahren in Kategorie IV (Mitläufer) abgeändert wurde.